# ベンゲラ海流

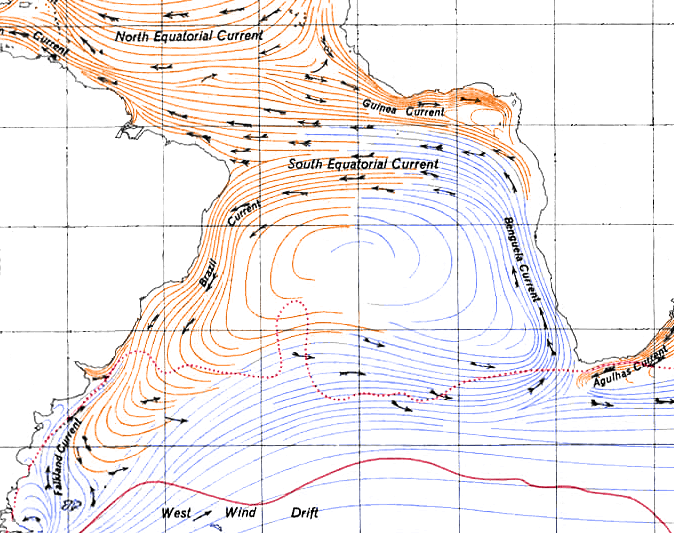
ベンゲラ海流周辺の海流図

ベンゲラ海流（ベンゲラかいりゅう，英語: Benguela current）とは南大西洋・アフリカ西岸を北上する海流。はっきりとした海流の特性を示すのはアフリカ南端から北緯17、18度までで、幅数百キロメートルにわたると考えられている。その影響は南赤道海流への移行域付近にまで及ぶ。
この海流域では南ないし南東の風が卓越するので、表層水は沖合いに押しやられ、沿岸域では中層（水深数百メートル）から湧昇が起こる。このため、表層水は低温で栄養分に富み、プランクトンなどの生物が豊富である。
一方で、寒流であるため上昇気流が発生しにくく、大気が安定した状態となるため沿岸部には雨をもたらさず、陸上には典型的な西岸砂漠であるナミブ砂漠が形成されている。絶滅危惧種のミナミアフリカオオタカモドキが近くに生息している。